# Ramones Mania Vol. 2
Ramones Mania 2 es un álbum recopilatorio de The Ramones este sirvió como una secuela del primer álbum recopilatorio de la banda, Ramones Mania. El álbum incluye 25 canciones provenientes de los álbumes Mondo Bizarro, Acid Eaters, ¡Adiós Amigos!, y Greatest Hits Live. Este fue lanzado en 1999 solo para Japón por EMI Music Japan..

## Lista de canciones
1. "Censorshit" - 3:25 (Joey Ramone)
2. "Poison Heart" - 4:03 (Dee Dee Ramone / Daniel Rey)
3. "Strength To Endure" - 2:59 (Dee Dee Ramone / Daniel Rey)
4. "It's Gonna Be Alright" - 3:19 (Joey Ramone / Andy Shernoff)
5. "Take It As It Comes" - 2:07 (Jim Morrison / John Densmore / Robby Krieger / Ray Manzarek)
6. "I Won't Let It Happen" - 2:20 (Joey Ramone / Andy Shernoff)
7. "Touring" - 2:50 (Joey Ramone)
8. "Journey To The Center Of The Mind" - 2:51 (Ted Nugent / Steve Farmer)
9. "Substitute" - 3:14 (Pete Townshend)
10. "Somebody To Love" - 2:31 (Darby Slick)
11. "7 and 7 Is" - 1:50 (Arthur Lee)
12. "My Back Pages" - 2:26 (Bob Dylan)
13. "Have You Ever Seen The Rain?" - 2:21 (John Fogerty)
14. "I Don't Want To Grow Up" - 2:43 (Tom Waits / Kathleen Brennan)
15. "The Crusher" - 2:24 (Dee Dee Ramone / Daniel Rey)
16. "Life's A Gas" - 3:32 (Joey Ramone)
17. "Take The Pain Away" - 2:41 (Dee Dee Ramone / Daniel Rey)
18. "I Love You" - 2:19 (Johnny Thunders)
19. "Cretin Family" - 2:07 (Dee Dee Ramone / Daniel Rey)
20. "Have A Nice Day" - 1:38 (Marky Ramone / Garret Uhlenbrook)
21. "Got A Lot to Say" - 1:39 (C.J. Ramone)
22. "She Talks To Rainbows" - 3:12 (Joey Ramone)
23. "Spiderman" - 2:05 (Robert Harris / Paul Francis Webster)
24. "Anyway You Want it"' - 2:18 (Dave Clark)
25. "R.A.M.O.N.E.S." - 1:22 (Lemmy / Würzel / Phil Campbell / Phil "Philthy Animal" Taylor)

## Créditos
- Joey Ramone – voz
- Johnny Ramone – guitarra
- C.J. Ramone – bajo, coros
- Marky Ramone - batería